# Signy Arctander
Signy Arctander (26 octobre 1895 – 23 septembre 1971) est une statisticienne et économiste norvégienne.

## Biographie
Signy Anette Arctander naît le 26 octobre 1895 à Bergen. Elle est la fille du maire et ministre, Sofus Anton Birger Arctander (1845–1924) et de Maren Sofie Aars (1849–1940). Elle a trois frères et sœurs : Ivar, Håkon and Birger.
Elle grandit à Kristiania (aujourd'hui Oslo) et commence ses études universitaires en 1915. En 1922, elle obtient une bourse pour étudier les statistiques à Munich et Copenhague.
Elle travaille pour le Statistisk sentralbyrå, le bureau central des statistiques de Norvège, de 1920 jusqu'à 1965, à sa retraite. Elle est promue chef de bureau en 1946, directrice adjointe de 1955 à 1965. Elle en est la directrice par intérim de 1960 à 1963, et la plus haute fonctionnaire de l'État norvégien.
Elle publie notamment, en 1923, deux rapports sur la situation des enfants à Oslo Miljøundersøkelse for Oslo (Enquête environnementale pour Oslo) et un rapport sur les conditions de travail des travailleurs domestiques Arbeidsvilkår for hushjelp en 1937.
Pendant la Seconde Guerre mondiale, Arctander est recrutée par le directeur de l'agence Gunnar Jahn pour travailler dans la résistance. En 1944, elle est emprisonnée et internée dans le camp nazi de Grini jusqu'à la libération.
En 1966, elle est faite chevalier de première classe de l'ordre de Saint Olaf.

## Publications
- Miljøundersøkelse for Oslo (Étude environnementale d'Oslo), 1928
- Hvordan går det våre vergerådsbarn? (Comment vont nos enfants de tutelle ?), avec S. Dahlstrøm, 1932
- De sosiale forholds betydning for individets utvikling (L'importance des conditions sociales pour le développement de l'individu), dans Le travail social, 1932
- Kvinnelige akademikere i sosial forskning 1882–1932(Femmes universitaires en recherche sociale 1882–1932),  1932
- Vergerådsopdragelsen og dens resultater (L'éducation de la tutelle et ses résultats), 1936
- Arbeidsvilkår for hushjelp (Conditions de travail des travailleurs domestiques), 1937
- Kamerat-klubben 1912–1937 (Le Comrade Club 912–1937), 1937
- Den sosiale forskning og kampen mot samfunnssykdommene (La recherche sociale et la lutte contre les maladies sociales), 1939
- Kvinnen i ervervslivet (La femme d'affaires), 1952
- Sosialstatistikkens historie i Norge gjennom 100 år (Histoire des statistiques sociales en Norvège sur 100 ans), 1952
- Den offisielle statistikks historie 1–4 (Histoire des statistiques officielles 1–4), 1970–72

## Distinctions
- Chevalier de 1re classe de l'ordre de Saint-Olaf